# Sherm Clark
Sherman Rockwell "Sherm" Clark  (født 16. november 1899 i Baltimore, Maryland, død 8. november 1980) var en amerikansk roer, olympisk medaljevinder og søofficer.

## Rokarriere
Clark roede for det amerikanske flådeakademi i Annapolis, hvor han havde rollen som styrmand. Han var med i akademiets otter, der blev udtaget til OL 1920 i Antwerpen. Roerne i otteren var Virgil Jacomini, Ed Graves, Bill Jordan, Ed Moore, Zeke Sanborn, Don Johnston, Vince Gallagher og Clyde King, og amerikanerne 
vandt deres indledende heat og semifinalen sikkert. I finalen mødte de den britiske båd, der ligeledes var gået ret sikkert til finalen, og efter at briterne var startet bedst og havde en klar føring midtvejs, men med 300 m tilbage satte amerikanerne deres sprint ind og indhentede briterne med 50 m tilbage og vandt med under et sekunds forspring.
Ved legene sad Clark desuden med i den amerikanske firer med styrmand. Roerne her var Ken Myers, Carl Klose samt brødrene Franz og Erich Federschmidt, der alle kom fra Penn Barge Club, og amerikanerne vandt deres indledende heat, hvorpå de vandt sølv efter i finalen at være besejret af de schweiziske europamestre, mens Norge fik bronze. Med to medaljer ved legene er Clark den eneste amerikanske styrmand, der har vundet to medaljer ved et OL.

## Videre karriere
Clark fik eksamen fra flådeakademiet i 1922 og fik derefter en lang karriere i flåden som officer, i første omgang som chef på en destroyer. Under anden verdenskrig var han i 1942-1943 chef for flere destroyere, inden han i 1944 fik kommandoen over en destroyereskadrille. Efter krigen fik han kommandoen over destroyerflotille tre, der støttede den kinesiske regering i borgerkrigen mod kommunisterne i 1947. Han lod sig pensionere i 1971 med en rang af kontreadmiral.

## OL-medaljer
- 1920:  Guld i otter
- 1920:  Sølv i firer med styrmand